# Lucas Ocampos
Lucas Ariel Ocampos (11. červenec 1994 Quilmes, Argentina) je argentinský krajní fotbalový útočník za španělskou Sevillu a také za argentinský národní tým.

## Klubová kariéra
Ocampos se stal roku 2019 letní posilou Sevilly, která za něj Marseille vyplatila částku mezi 13–14 miliony liber.
Argentinec se stal zbraní sevillského útoku trenéra Julena Lopeteguiho, který s přispěním Ocampose (14 ligových gólů a 3 asistence za 31 zápasů) dovedl andaluský klub mezi elitní čtveřici poprvé od roku 2017 a vrátil Sevillu do Ligy mistrů.
Argentinský křídelník se v rozestavení 4–3–3 uchýlil na pravou křídelní pozici a těžil ze spolupráce s kapitánem Jesúsem Navasem hrajícím pravého krajního obránce.
V srpnu 2020 odcestoval Ocampos s mužstvem do Německa dohrát závěrečné vyřazovací boje Evropské ligy, během jara přerušené pandemií covidu-19. Ve čtvrtfinále hraném na jeden zápas rozhodl o vítězství nad Wolverhamptonem 1:0 jediným gólem tohoto střetu, když v samotném závěru hlavičkou překonal brankáře Ruie Patrícia.

## Přestupy
- z River Plate do Monaco za 13 000 000 Euro
- z Monaco do Olympique Marseille 7 500 000 Euro
- z Olympique Marseille do Milán 500 000 Euro (hostování)
- z Olympique Marseille do Sevilla 15 000 000 Euro
- z Sevilla do Ajax 4 000 000 Euro (hostování)

## Statistiky
| Sezóna                | Klub                  | Liga                  | Liga   | Liga | Ligové poháry | Ligové poháry | Ligové poháry | Kontinentální poháry | Kontinentální poháry | Kontinentální poháry | Celkem | Celkem |
| Sezóna                | Klub                  | Soutěž                | Zápasy | Góly | Soutěž        | Zápasy        | Góly          | Soutěž               | Zápasy               | Góly                 | Zápasy | Góly   |
| --------------------- | --------------------- | --------------------- | ------ | ---- | ------------- | ------------- | ------------- | -------------------- | -------------------- | -------------------- | ------ | ------ |
| 2011/12               | River Plate           | Primera B Nacional    | 39     | 7    | AP            | 1             | 0             | -                    | 0                    | 0                    | 40     | 7      |
| 2012                  | River Plate           | Primera División      | 1      | 0    | -             | 0             | 0             | -                    | 0                    | 0                    | 1      | 0      |
| Celkem za River Plate | Celkem za River Plate | Celkem za River Plate | 39     | 7    | -             | 1             | 0             | -                    | 0                    | 0                    | 40     | 7      |
| 2012/13               | Monaco                | Ligue 2               | 29     | 4    | FP+FLP        | 0+2           | 0+1           | -                    | 0                    | 0                    | 31     | 5      |
| 2013/14               | Monaco                | Ligue 1               | 34     | 5    | FP+FLP        | 4+1           | 2+0           | -                    | 0                    | 0                    | 39     | 7      |
| 2014/15               | Monaco                | Ligue 1               | 17     | 1    | FP+FLP        | 2+1           | 1+0           | LM                   | 6                    | 1                    | 26     | 3      |
| Celkem za Monaco      | Celkem za Monaco      | Celkem za Monaco      | 80     | 10   | -             | 10            | 4             | -                    | 6                    | 1                    | 96     | 15     |
| 2015                  | Olympique Marseille   | Ligue 1               | 14     | 2    | -             | 0             | 0             | -                    | 0                    | 0                    | 14     | 2      |
| 2015/16               | Olympique Marseille   | Ligue 1               | 17     | 1    | FP+FLP        | 1+1           | 0+1           | EL                   | 6                    | 2                    | 25     | 4      |
| 2016/17               | Janov                 | Serie A               | 14     | 3    | IP            | 3             | 0             | -                    | 0                    | 0                    | 17     | 3      |
| 2017                  | Milán                 | Serie A               | 12     | 0    | IP            | 0             | 0             | -                    | 0                    | 0                    | 12     | 0      |
| 2017/18               | Olympique Marseille   | Ligue 1               | 31     | 9    | FP+FLP        | 4+1           | 3+0           | EL                   | 17                   | 4                    | 53     | 16     |
| 2018/19               | Olympique Marseille   | Ligue 1               | 34     | 4    | FP+FLP        | 1+1           | 0             | EL                   | 4                    | 1                    | 40     | 5      |
| Celkem za Marseille   | Celkem za Marseille   | Celkem za Marseille   | 96     | 16   | -             | 9             | 4             | -                    | 27                   | 7                    | 132    | 27     |
| 2019/20               | Sevilla               | Primera División      | 33     | 14   | ŠP            | 4             | 2             | EL                   | 7                    | 1                    | 44     | 17     |
| 2020/21               | Sevilla               | Primera División      | 34     | 5    | ŠP            | 4             | 2             | LM+ES                | 7+1                  | 0+1                  | 46     | 8      |
| 2021/22               | Sevilla               | Primera División      | 30     | 6    | ŠP            | 3             | 1             | LM+EL                | 6+3                  | 1+1                  | 42     | 9      |
| 2022/23               | Ajax                  | Eredivisie            | 4      | 0    | NP            | 0             | 0             | LM                   | 2                    | 0                    | 6      | 0      |
| 2023                  | Sevilla               | Primera División      | 19     | 4    | ŠP            | 1             | 0             | EL                   | 8                    | 1                    | 28     | 5      |
| 2023/24               | Sevilla               | Primera División      | ?      | ?    | ŠP            | ?             | ?             | LM+ES                | ?+1                  | ?+0                  | ?      | ?      |
| Celkem za Sevillu     | Celkem za Sevillu     | Celkem za Sevillu     | 116    | 29   | -             | 12            | 5             | -                    | 36                   | 5                    | 160    | 39     |
| Celkově               | Celkově               | Celkově               | 361    | 65   | -             | 37            | 14            | -                    | 66                   | 12                   | 463    | 91     |

Poznámky
- i s předkolem.

## Úspěchy

### Klubové

#### Národní
- vítěz 2. argentiské ligy (1x)

River Plate: 2011/12
- vítěz 2. francouzské ligy (1x)

Monaco: 2012/13

#### Kontinentální
- vítěz Evropské ligy UEFA (2x)

Sevilla: 2019/20, 2022/23

### Individuální
- All stars team Evropské ligy UEFA (2019/20)